# Georg Robin

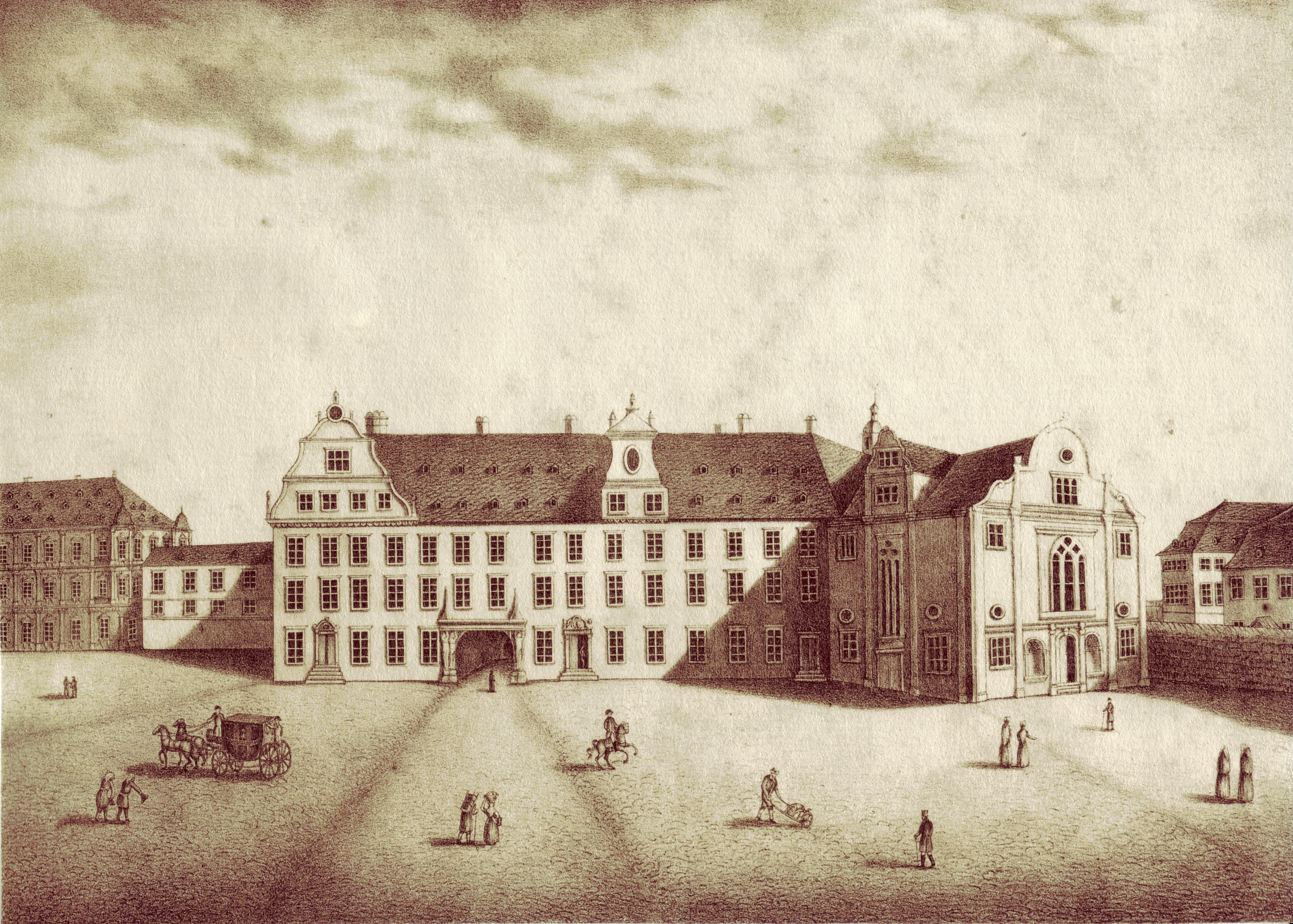
Die 1814 abgerissene St.-Gangolfs-Stiftskirche in Mainz (rechts) und die Kanzlei (links)

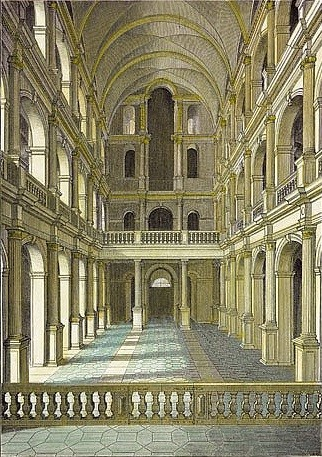
Die ab 1586 nach dem Entwurf Robins errichtete Universitätskirche (Neubaukirche) in Würzburg. Das Innere mit verändertem Gewölbe im Jahr 1880

Georg Robin, eigentlich Joris Robijn, auch Georg Robyn und Giorgio Robin d’Ipri (* 1522 in Ypern; † 1592 in Mainz) war ein flämischer Architekt. Er wurde 1575 zum Hofarchitekten des Erzbischofs von Mainz ernannt, war Berater des Würzburger Fürstbischofs Julius Echter von Mespelbrunn und zählte zu den angesehensten Baumeistern der Renaissancearchitektur in Deutschland.

## Leben und Werk
Georg Robin hat wahrscheinlich bei dem Genter Meister Jan De Heere das Bildhauerhandwerk erlernt.
Robin war dann zwischen 1547 und 1552 als Bildhauer in Ypern tätig. 1553 vollendete er ein Modell der Festungswerke von Thérouanne bei Saint-Omer (Pas-de-Calais). Bis 1573 war er an verschiedenen Orten und mit mehreren Projekten beschäftigt, unter anderem 1556 in Ronse (Renaix) in Ostflandern mit einem Lettner und 1559/60 in Brüssel mit einem Hochaltar in einer Sakramentskapelle von St. Gudula.
Von 1573 bis 1575 arbeitete er auf dem 1573 abgebrannten Schloss Heidecksburg über Rudolstadt für Graf Albrecht VII. von Schwarzburg.
Am 28. Februar 1575 wurde Robin durch Erzbischof Daniel Brendel von Homburg zum Hofarchitekten (Baumeister, Bildhauer und Maler) des Mainzer Erzstiftes ernannt. Diese Position behielt er bis zu seinem Tod.
Ein Hauptwerk Robins war in Mainz der von 1575 bis 1581 erfolgte Neubau der St. Gangolfskirche als Schlosskirche der nahegelegenen erzbischöflichen Residenz in der Martinsburg. Es handelte sich um eine dreischiffige Hallenkirche mit Emporen und hohen Maßwerkfenstern im sogenannten „Kirchischen Stil“, der auch als Nachgotik bezeichnet wird. Der Bau wurde 1814 abgetragen. Zur gleichen Zeit errichtete Robin auch die nördlich an die Kirche anschließende Kanzlei.
Um 1575 beschäftigte sich der kurmainzische Baumeister Robin auch mit Umbauten an der Würzburger Festung Marienberg, den Planungen zum Spitalbau der Stiftung Juliusspital in Würzburg und der dortigen Universitätskirche, deren künstlerische Vorbilder venezianische Renaissancekirchen gewesen sein dürften, die Robin während eines (von Giorgio Vasari) bezeugten Italienaufenthaltes vor 1567 kennengelernt hatte. 1576 wurde der Grundstein für die 1585 fertiggestellte Uranlage des Juliusspitals nach seinen Plänen gelegt. Es entstand ein rechteckiger, um einen Hof angeordneter Komplex nördlich außerhalb der inneren Stadt als erster moderner Hospitalbau in Deutschland.
Anfang August 1575 entwarf Robin auch erste Pläne für einen Schlossneubau in Langenburg für Wolfgang II. von Hohenlohe. 1576 arbeitete er weiter am Modell des geplanten Schlossneubaues in Langenburg, dessen endgültiger Ausbau erst in den Jahren von 1610 bis 1615 weitgehend nach dem Modell Robins vollzogen wurde.
Nach der Gründung der Universität Würzburg beauftragte Fürstbischof Julius Echter von Mespelbrunn Robin 1582 mit der Planung und Auswahl des Standortes. Von 1582 bis 1586 besuchte Robin häufig Würzburg für die Planung und Bauüberwachung der Universitätskirche. Zur gleichen Zeit hatte er die Bauleitung für das Dalberger Haus in Höchst. Ab 1586 entstand nach seinen Plänen das groß angelegte quadratische Ensemble der heutigen Alten Universität mit der Neubaukirche im Südflügel durch Wolf Behringer.
Georg Robins Bruder, Johann Robin bzw. Jan Robijn (1525–1600) schuf von 1583 bis 1589 ebenfalls Kunstwerke in der Neubaukirche. Georg und Johann Robin hatten einen Neffen, Peter Osten († 1575), der im Auftrag Julius Echters ein 1578 vollendetes imposantes Grabmal für den jungen Rechtsgelehrten und Nichtkleriker Sebastian Echter von Mespelbrunn, den älteren Bruder Julius’, im Würzburger Dom entworfen hatte.